# Маньен, Людовик
Людови́к Манье́н (фр. Ludovic Magnin; род. 20 апреля 1979, Сьон или Лозанна) — швейцарский футболист, защитник; тренер.

## Биография
Карьеру профессионального футболиста начал в 1997 году в клубе «Ивердон», во второй швейцарской лиге. В сезоне 1998/99 «Ивердону» удаётся выйти в высшую лигу Швейцарии. В 2000 году переходит в «Лугано», где демонстрирует стабильную и уверенную игру. Будучи замечен скаутами из Бундеслиги, зимой 2001/02 перебирается в «Вердер» примерно за 1 млн швейцарских франков. Пробиться в основу в Бремене получается не всегда, к этому добавляются многочисленные травмы. В 2005 году Маньен переходит в «Штутгарт». В феврале 2008 года продлил действующий контракт до 2010 года.
Дебютировал в сборной Швейцарии в 2000 году. В составе сборной участвовал в чемпионатах Европы 2004 (1 матч) и 2008 (3 матча без замен) годов, а также в чемпионате мира 2006 года (3 матча). На Евро-2008 после травмы Александра Фрая Маньен стал капитаном сборной и выводил её на матчи с Турцией (1:2) и Португалией (2:0).

## Достижения
«Лугано»
- Вице-чемпион Швейцарии 2000/01

«Вердер»
- Чемпион Бундеслиги 2003/04
- Обладатель Кубка Германии 2003/04

«Штутгарт»
- Чемпион Бундеслиги 2006/07

## Статистика выступления за клубы
Матчи в национальных чемпионатах. По состоянию на начало сезона 2009/10
| Сезон   | Команда  | Матчи | Голы | Примечание |
| 1999/00 | Ивердон  | 35    | 2    |            |
| 2000/01 | Лугано   | 28    | 0    | 2-е место  |
| 2001/02 | Лугано   | 19    | 0    | 3-е место  |
| 2001/02 | Вердер   | 4     | 0    |            |
| 2002/03 | Вердер   | 12    | 1    |            |
| 2003/04 | Вердер   | 4     | 0    | Чемпион    |
| 2004/05 | Вердер   | 25    | 3    | 3-е место  |
| 2005/06 | Штутгарт | 25    | 1    |            |
| 2006/07 | Штутгарт | 22    | 1    | Чемпион    |
| 2007/08 | Штутгарт | 27    | 0    |            |
| 2008/09 | Штутгарт | 23    | 0    | 3-е место  |